# Julia von Bodelschwingh

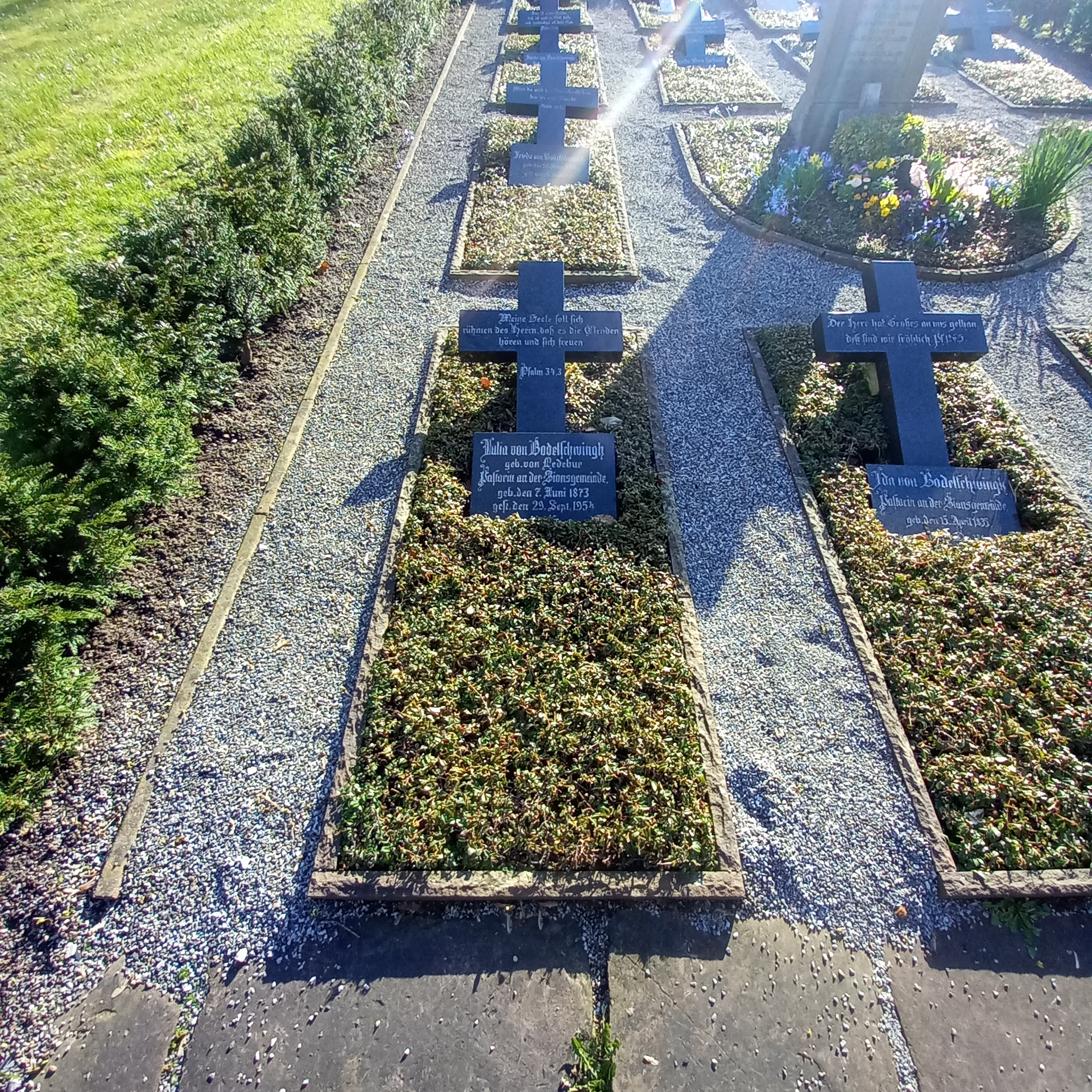
Das Grab von Julia von Bodelschwingh auf dem Familienfriedhof auf dem Alten Zionsfriedhof Bethel in Bielefeld

Julia von Bodelschwingh, geb. von Ledebur (* 7. Juni 1874 auf Gut Crollage; † 29. September 1954 in Westerhausen bei Melle), legte mit dem Aufbau und Betrieb einer Webeschule den Grundstein für die heutige Werktherapie in den Bethelschen Anstalten in der ostwestfälischen Stadt Bielefeld in Nordrhein-Westfalen.

## Leben

### Herkunft und Familie
Julia von Bodelschwingh wuchs als Tochter des Albrecht von Ledebur (Gutsbesitzer und Rittmeister) und seiner Gemahlin Elisabeth Wilhelmine Amalie Caroline Marie von der Recke-Obernfelde († 1876) mit ihren elf Geschwistern in einer ostwestfälischen Landadelsfamilie auf. Am 30. April 1911 heiratete sie Friedrich von Bodelschwingh, den Leiter der von seinem Vater gegründeten Von Bodelschwinghschen Anstalten. Ihre älteren Schwestern Luise und Adelheid waren mit Friedrich von Bodelschwinghs Brüdern Wilhelm und Gustav verheiratet.

### Werdegang und Wirken
Nach dem Besuch der Volksschule wechselte sie für zwei Jahre zur Höheren Töchterschule in Hannover, bevor sie auf das Landgut Crollage zurückkehren und nach dem frühen Tod ihrer Mutter viele Verpflichtungen im großen Landguthaushalt übernehmen musste. Carl, einer ihrer Brüder, hatte in Düsseldorf und ihre Schwester Luise hatte in Dresden ein Studium der Malerei aufgenommen. Das beeindruckte sie so sehr, dass sie 1905 in Berlin ein Studium aufnahm. Ihr Lehrer war der damalige Leiter der Akademie für bildende Künste, Franz Skarbina. Sie hatte eine enge Beziehung zu dem Kunsthistoriker Heinrich Wölfflin. Nach ersten erfolgreichen Malaufträgen und fünfjährigem Studium kehrte sie nach Westfalen zurück. Der Grund hierfür bestand unter anderem darin, dass einer ihrer Brüder schwer erkrankte und in den Bethelschen Anstalten betreut werden musste. Hier lernte sie ihren späteren Ehemann Friedrich kennen, der Leiter der Anstalten war. Von ihrer Heirat 1911 bis zu seinem Tod 1944 unterstützte sie ihn in der Leitung der diakonischen Einrichtung.
Nach dem Tod ihres Mannes setzte Julia ihre ganze Kraft für den Bau eines neuen Heimes, das Unterkunft für Flüchtlinge, alte und kranke Menschen und für Kriegswaisenkinder bot, ein. Sie reiste durchs Land, um eine derartige Unterbringungsmöglichkeit zu finden. Ihr Neffe stiftete ein Baugrundstück in Westerhausen bei Melle. So konnte mit dem Bau eines Heimes außerhalb von Bethel begonnen werden. 1950 zog Julia aus ihrer Betheler Wohnung in das Heim, wo sie ein eigenes kleines Zimmer bewohnte. Wenige Monate vor der endgültigen Fertigstellung des Heimes verstarb sie. Ihr Wunsch, ein Zuhause für viele Bedürftige und Hilflose zu schaffen, ist schließlich in Erfüllung gegangen.

### Der Aufbau einer Webeschule
Arbeit gehörte stets als Therapie zum Alltag in den Bethelschen Anstalten. Viele der behinderten Menschen arbeiteten auf Bauernhöfen, in Gärtnereien oder Handwerksbetrieben. Da ein Großteil der Bewohner nicht an dieser Arbeitstherapie teilnehmen konnte, blieben ihnen nur relativ stumpfsinnige Arbeiten. Diesen Missstand erkannt, entwickelte Julia die Idee, eine Webeschule zu errichten. Es begann mit der Aufstellung eines Webstuhls in ihrer Küche. Es folgten weitere Stühle in anderen Pflegehäusern. Schließlich entstand eine Weberei. 1934, als Benita Koch-Otte nach Bethel kam und hier Leiterin der Weberei wurde, waren nahezu einhundert Webstühle im Einsatz. Körperlich und geistig behinderte Bewohner fanden hier eine sinnvolle Beschäftigung. Bald waren Arbeiter aus der Umgebung und vor allem auch Arbeitslose in der Weberei eingesetzt. Die Männer, meist Industriearbeiter, webten nach Julias Aquarellskizzen Teppiche, die in ihrer Qualität und Originalität die üblichen Flickenteppiche deutlich übertrafen.
Mit der Errichtung dieser Schule erbrachte Julia eine Pionierleistung auf dem Gebiet der Werktherapie.